# Église Saint-Côme-et-Saint-Damien d'Ostatija
Pour les articles homonymes, voir Église Saint-Côme-et-Saint-Damien.
L'église Saint-Côme-et-Saint-Damien d'Ostatija (en serbe cyrillique : Црква Светог Кузмана и Дамјана у Остатији ; en serbe latin : Crkva Svetog Kuzmana i Damjana u Ostatiji) est une église orthodoxe serbe serbe située à Ostatija, sur le territoire du village de Koritnik, dans la municipalité d'Ivanjica et dans le district de Moravica, en Serbie. Elle est inscrite sur la liste des monuments culturels protégés de la république de Serbie (no SK 1121),,.

## Présentation

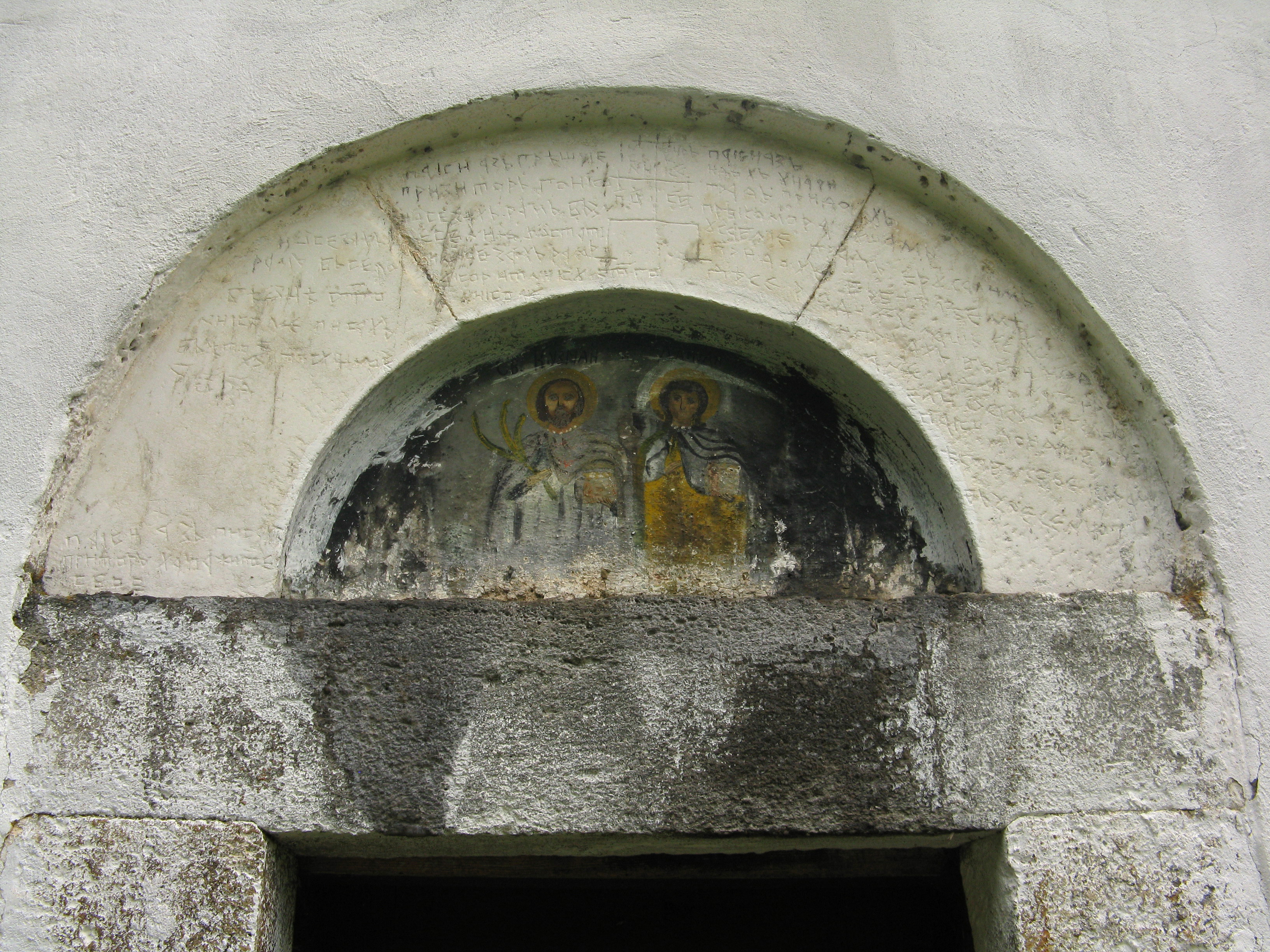
Détail du portail, avec une inscription.

L'église, située au centre du village, est mentionnée pour la première fois dans une lettre du pape Clément VI adressée à l'empereur Dušan en 1346 ; y sont énumérées les localités du diocèse catholique de Kotor sur lesquelles l'évêque de Kotor revendiquait l'exercice d'un droit. Cette église a été placée sous la protection de l'État serbe en raison d'une inscription historiquement importante qui fournit des informations sur le pèlerinage du presbytre Gojko et sur sa vie monastique ; cette inscription est sculptée sur le portail d'entrée et date de 1665-1666.
L'église, partiellement enterrée, est constituée d'une nef unique divisée en trois travées grâce à des pilastres et prolongée à l'est par une abside demi-circulaire ; la voûte et les arches de la nef sont brisées à leur sommet. Dans la partie nord de la zone de l'autel, se trouve une niche qui sert pour la proscomidie. L'intérieur de l'édifice est éclairé par des fenêtres de dimensions inégales, ouvertes dans les murs sud et est.
Les fresques de l'église et l'iconostase, à l'exception des portes royales, ont été créées en 1937.

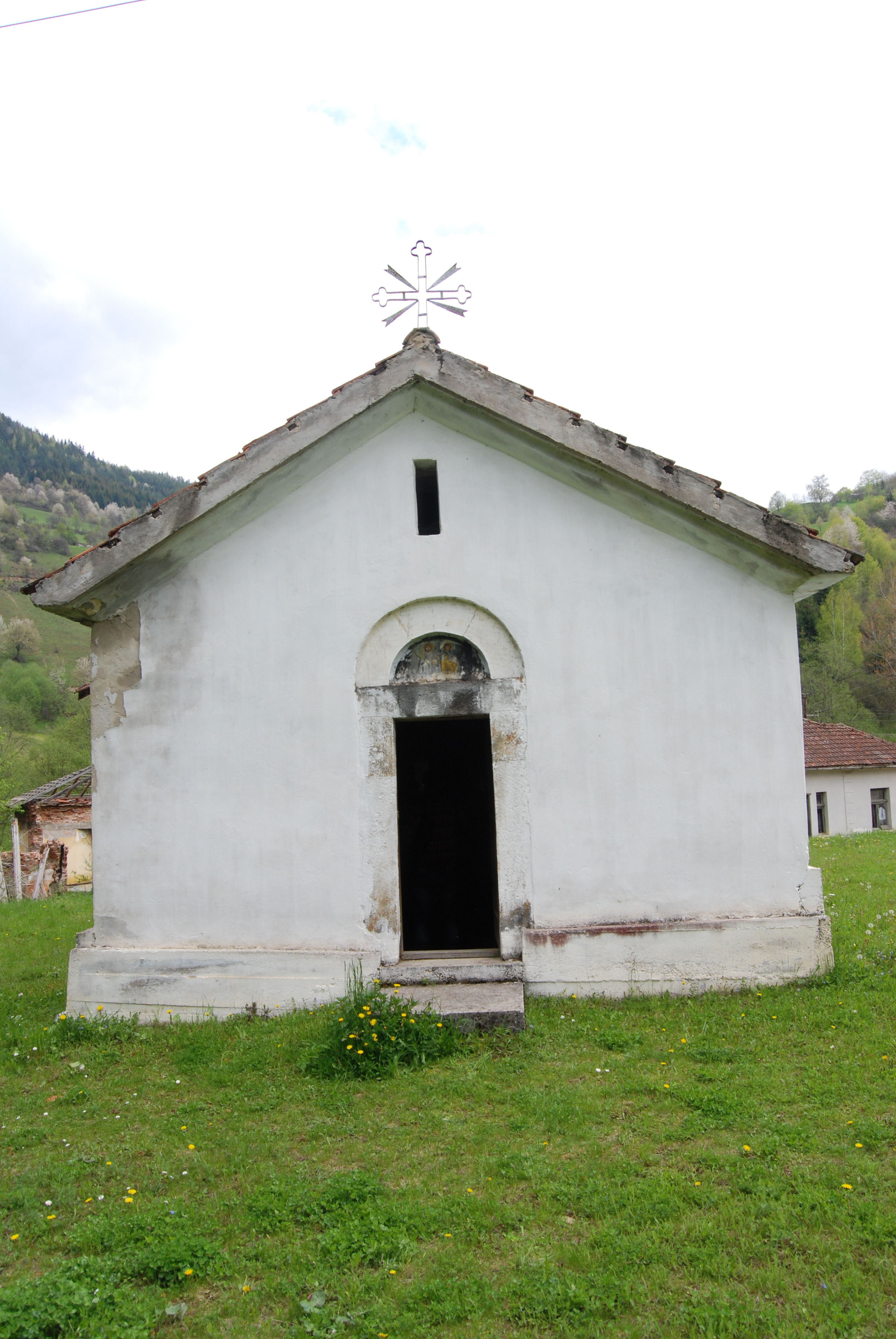
La façade occidentale.
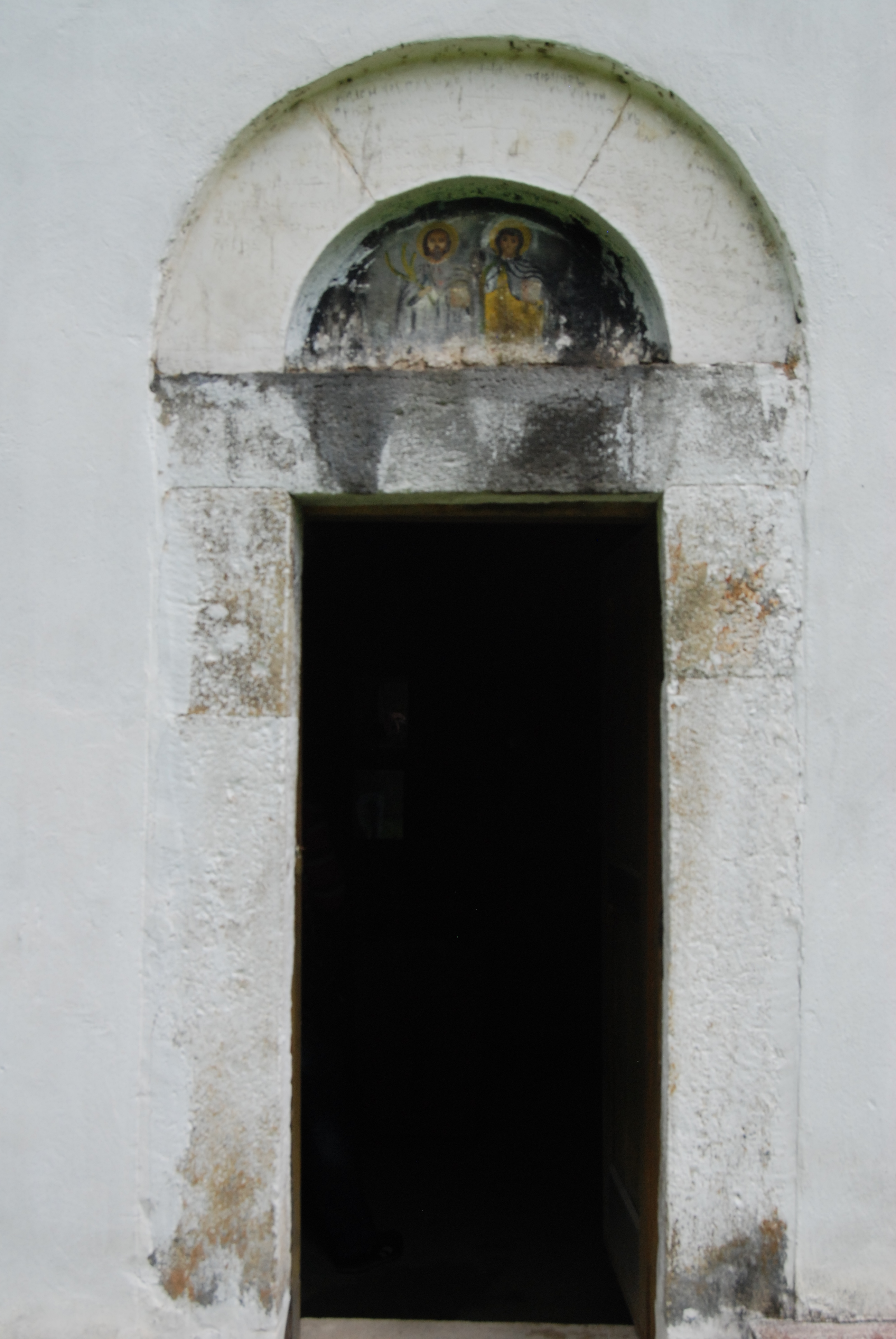
Détail du porche d'entrée.
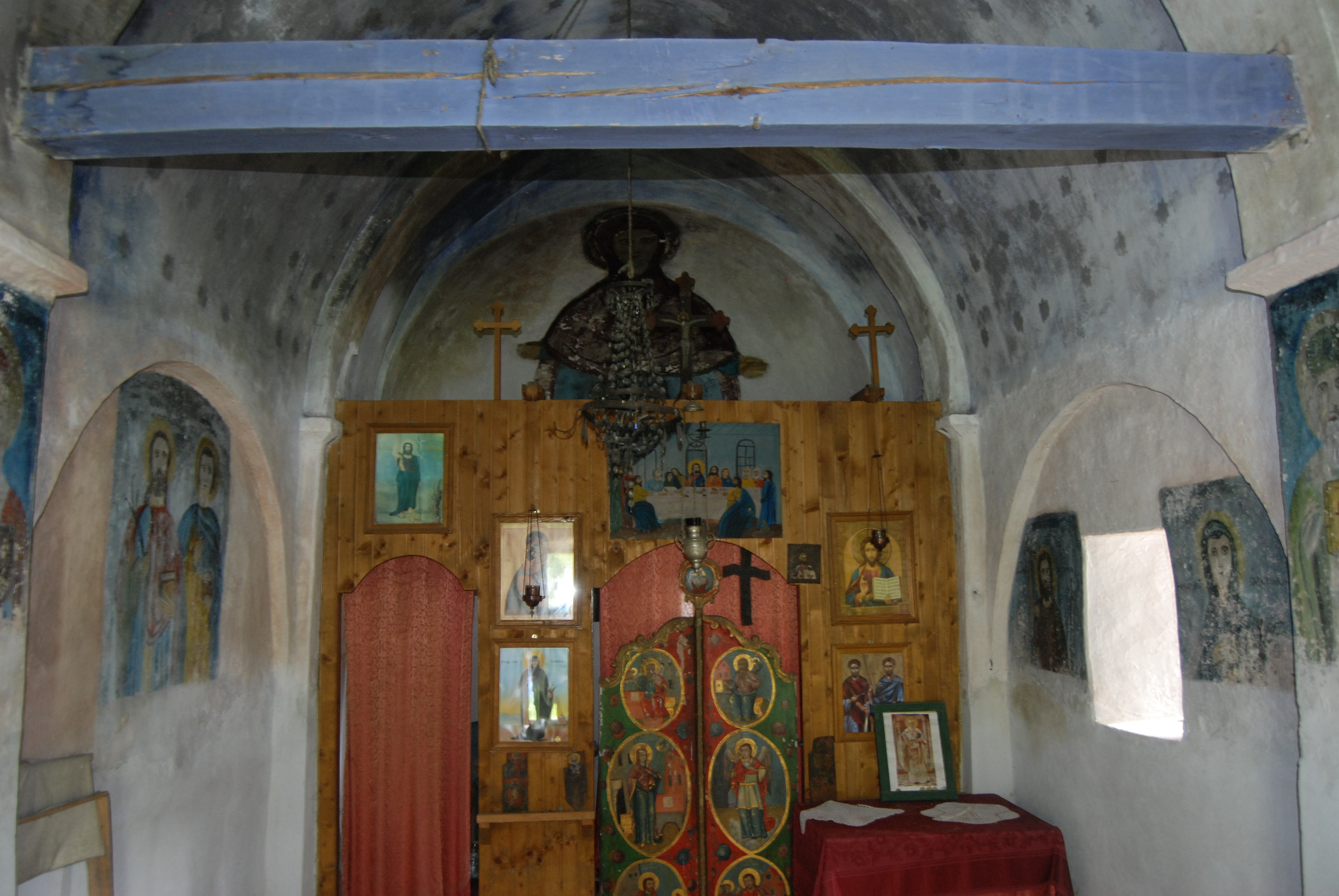
L'iconostase et quelques fresques.
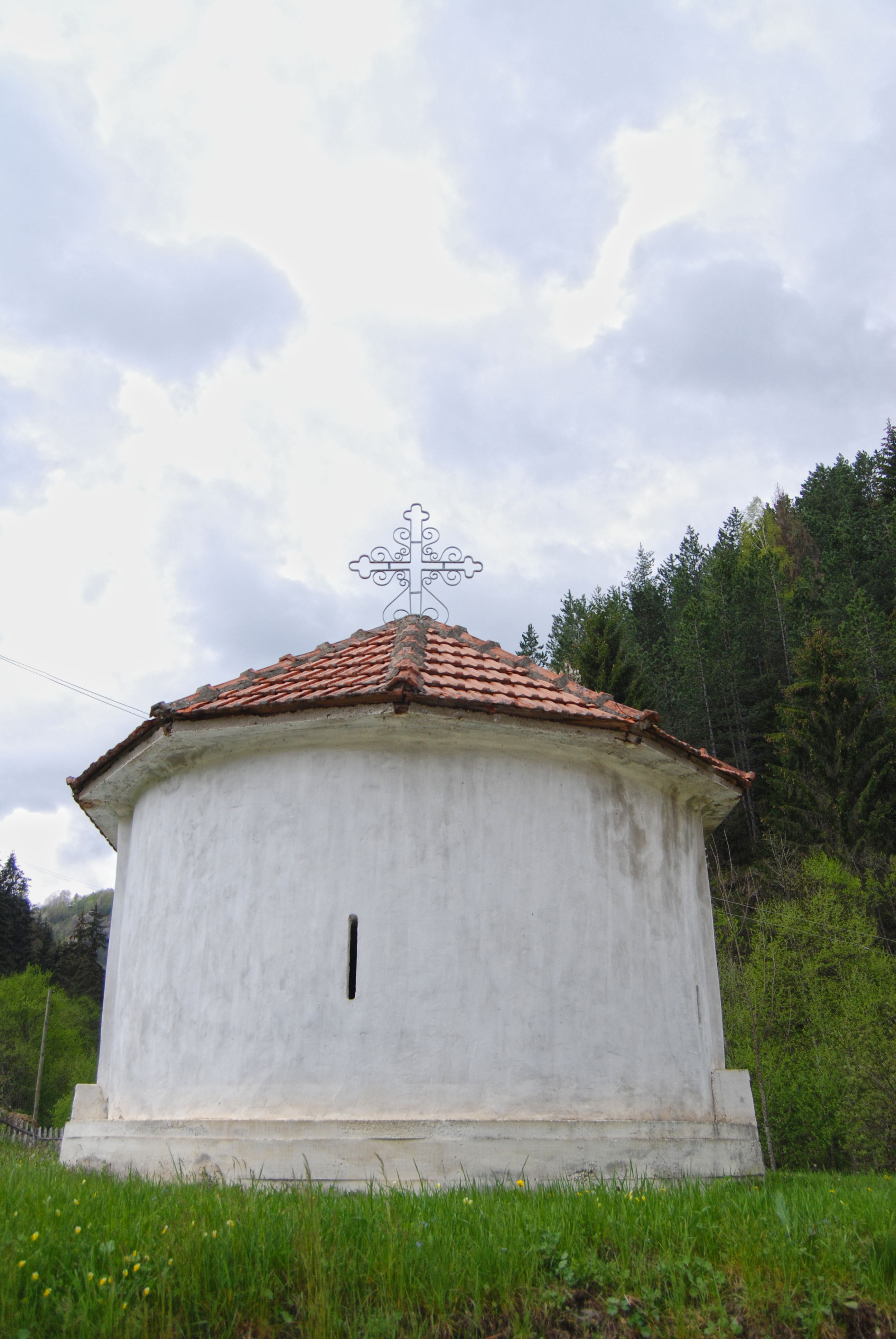
Le chevet.